# Panzares
Panzares es una localidad de la comunidad autónoma de La Rioja, perteneciente al municipio de Viguera, del cual dista 4,5 km. Está situada junto al río Iregua. Según el INE, Panzares tenía 26 habitantes en 2009.

## Historia
Panzares aparece en el mapa de los antiguos partidos de Logroño y Santo Domingo publicado por Tomás López, situado cerca del puerto llamado del Serradero, sobre el río Iregua a la izquierda.
En el censo de la nueva provincia de Logroño aparece Viguera como lugar, y Panzares como aldea, donde están empadronados 10 vecinos y 54 almas.

## Demografía
Panzares contaba a 1 de enero de 2010 con una población de 25 habitantes: 15 hombres y 10 mujeres.
| Gráfica de evolución demográfica de Panzares entre 2000 y 2018                                   |
|                                                                                                  |
| Población de derecho (2000-2018) según los censos de población del INE a 1 de enero de cada año. |

## Comunicaciones
El pueblo está atravesado de norte a sur por la N-111, que comunica Logroño con Soria y Madrid. Junto a la misma se localizan dos restaurantes.

## Economía
Tradicionalmente se ha basado en los pastos y la cría de ganado, habitual en la Tierra de Cameros. El descenso del empleo en el sector primario tuvo como consecuencia un descenso de población y su actividad económica se ha reducido apenas a los restaurantes, donde acuden cazadores y pescadores, y el turismo rural.
En el río Iregua puede llevarse a cabo la pesca de la trucha.

## Cultura

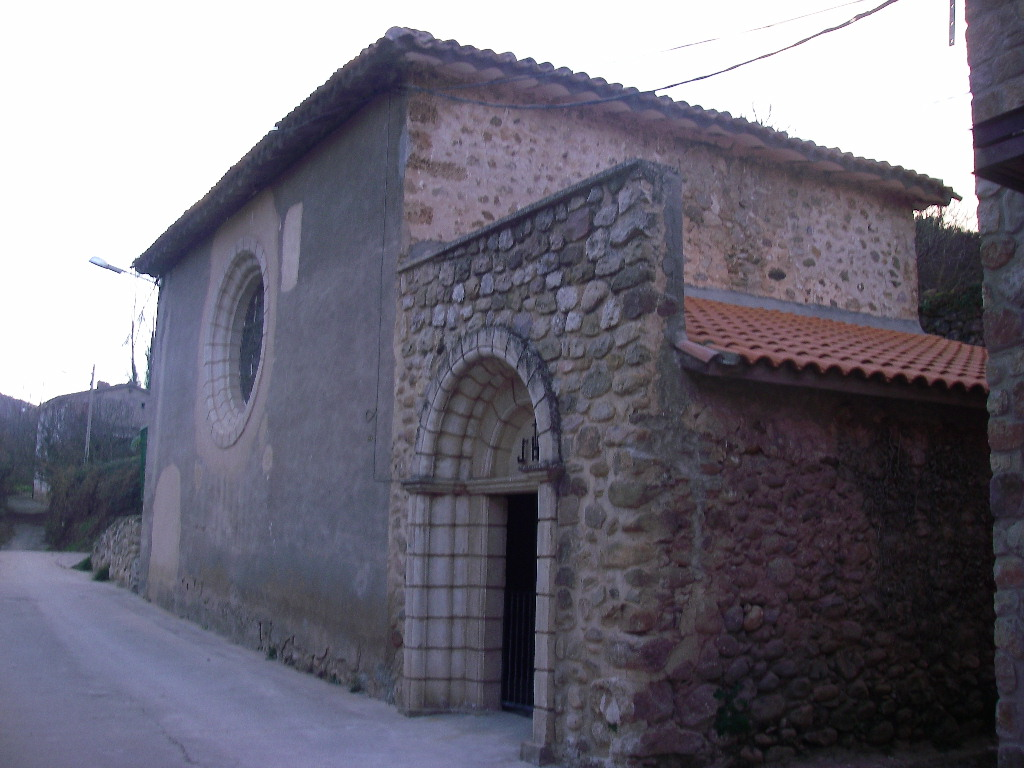
Ermita de Santa Lucía.

### Patrimonio material
- Ermita de Santa Lucía. Fue reconstruida en 1968 sobre una edificación del siglo XVI.
- Ermita de San Esteban. Románica.

### Patrimonio inmaterial
- 13 de diciembre. Santa Lucía.
- 24 de septiembre. Hecce Homito.